# Dorfreit
Dorfreit ist ein Gemeindeteil von Altenmarkt an der Alz im oberbayerischen Landkreis Traunstein. Der Weiler liegt knapp drei Kilometer westsüdwestlich der Dorfmitte von Altenmarkt unweit der südwestlichen Gemeindegrenze auf der Hochebene nicht ganz einen Kilometer linksseits des Alztaleinschnitts auf etwa 536 m ü. NHN.